# Lettore multimediale (dispositivo)

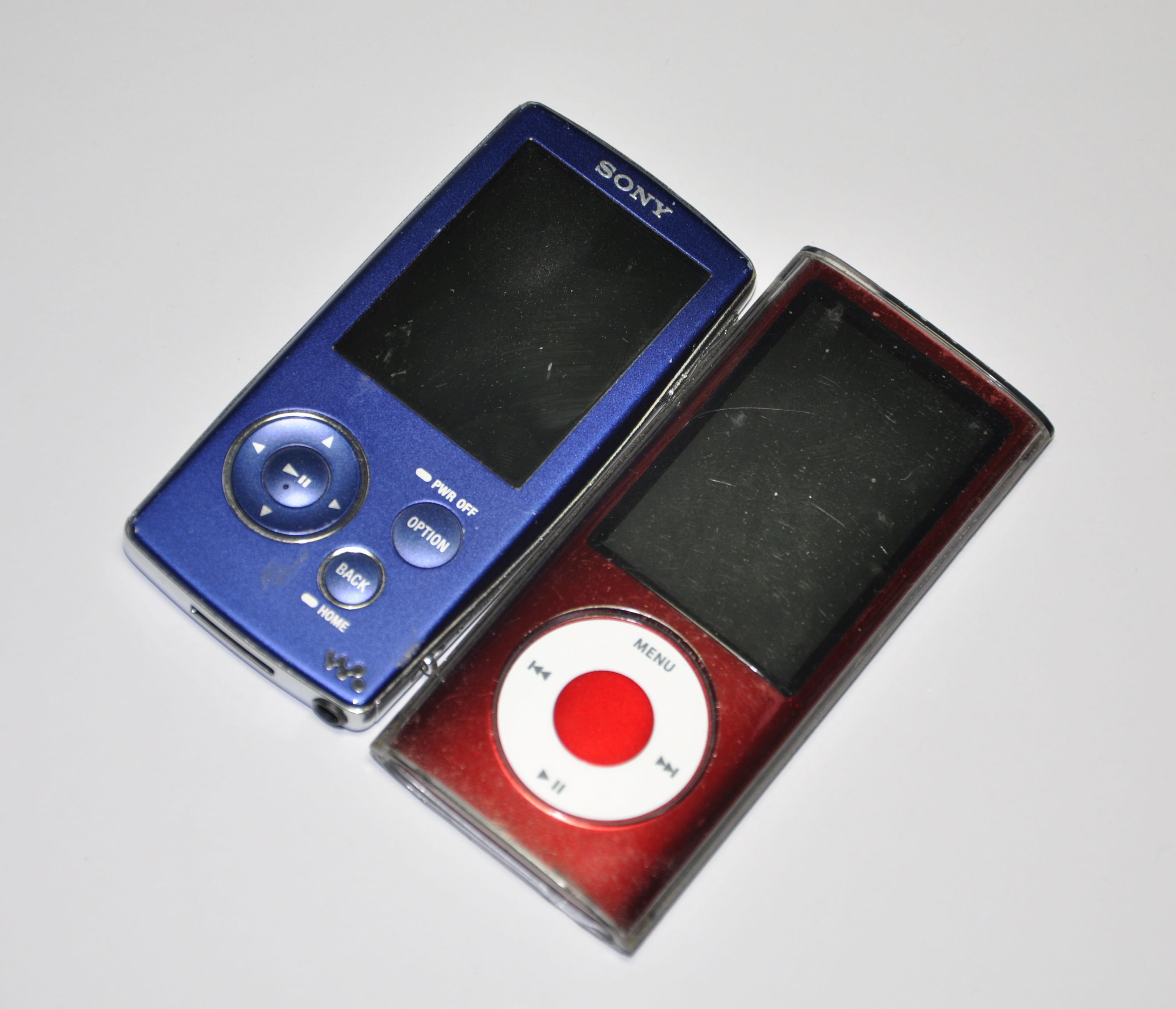
Due lettori multimediali prodotti rispettivamente da Sony e Apple

Un lettore multimediale è un dispositivo informatico che funge da riproduttore multimediale, caratterizzato solitamente da un'elevata capacità di memoria essendo dotato di un disco rigido o di una memoria flash.

## Storia
I lettori multimediali sono stati messi in commercio verso la fine degli anni 1990 e per questo motivo, ancora oggi risultano costosi (con un prezzo, per i lettori di buona qualità, che va da circa 200 € a circa 500 €). Le principali marche di produttori sono cinque: in ordine, la Archos e la Iriver (le due aziende leader per qualità). Seguono poi la Apple, la Sony e la Creative. Esse, a discapito di un piccolo divario di qualità rispetto alle prime due case, riescono a presentare prodotti più economici mantenendo una qualità medio-alta.
Un'evoluzione tecnologica è rappresentata dagli UMPC prodotti da Sony, Samsung e Microsoft e dai Media Internet Tablet.

## Caratteristiche
Con un lettore multimediale si ha la possibilità di vedere video e film di vari formati (AVI, MPEG...), ascoltare la musica in MP3 o WMA o altri formati. Solitamente, nei lettori di fascia superiore, vengono integrate altre funzioni come: registratore vocale, radio FM, registratore da tv o da lettore DVD, visualizzatore di immagini, visualizzatore di file di testo (txt e USB OTG), slot per inserimento di schede di memoria opzionali.

## Tipologie